# Analco

Analco um 1850

Analco (Nahuatl für Auf der anderen Seite des Flusses) ist ein Barrio südöstlich des Zentrums von Guadalajara, der Hauptstadt des Bundesstaates Jalisco in Mexiko.

## Lage und Herkunft des Namens
Das Viertel Analco befindet sich östlich des Barrio de Las Nueve Esquinas auf der anderen Seite der Calzada Independencia Sur, wo sich bei Gründung Guadalajaras im Jahr 1542 die Einheimischen niederlassen mussten, denen der Zugang zu der von den spanischen Invasoren gegründeten und bewohnten Stadt verwehrt blieb. Damals trennte anstelle der erst zu Beginn des 20. Jahrhunderts angelegten Calzada Independencia Sur der an dieser Stelle fließende und heute untertunnelte Río San Juan de Dios die beiden Ortschaften. Der „Fluss“ entspringt unweit südlich von Analco im Gebiet des heutigen Parque Agua Azul.

## Geschichte
Gegründet wurde der Ort im Zusammenhang mit der Errichtung eines Klosters durch Franziskaner im Jahr 1542. Keine zehn Jahre später zählte Analco bereits rund 500 Einwohner und zu Beginn des 17. Jahrhunderts lebten rund 3000 Menschen in dem Ort.
Die ehemals eigenständige Gemeinde wurde 1821 zum Barrio von Guadalajara erklärt und entwickelte sich zu einem Arbeiter- und Handwerkerviertel, das später auch zu einer sogenannten Japantown wurde, dessen Nichiboku Instituto de Intercambio Cultural México-Japonés (span. für Nichiboku Institut zum kulturellen Austausch zwischen Mexiko und Japan) sich noch immer in Analco befindet.
Von den wichtigen Sportstätten der Stadt entstanden in Analco das 1931 errichtete Estadio Municipal (das bereits Anfang der 1950er Jahre wieder abgerissen wurde, um Platz für den Zentralen Busbahnhof zu schaffen, dessen Eröffnung 1955 erfolgte) sowie die noch heute bestehende Lucha-Libre-Wettkampfhalle Arena Coliseo.
Das größte Unglück ereilte Analco am 22. April 1992, als sich über vier Stunden hinweg mehrere Explosionen im Kanalnetz ereigneten, die als Unglück von Guadalajara 1992 in die Geschichte der Stadt eingegangen sind.